# Chadefaudiella quezelii
Chadefaudiella quezelii är en svampart som beskrevs av Faurel & Schotter 1959. Chadefaudiella quezelii ingår i släktet Chadefaudiella och familjen Chadefaudiellaceae.   Inga underarter finns listade i Catalogue of Life.